# Oromycter
Oromycter é um gênero de pelicossauro do Permiano Inferior da América do Norte. Há uma única espécie do gênero Oromycter dolesorum. Seus restos fósseis foram encontrados na formação Dolese Quaters em Oklahoma. Era herbívoro.